# Nadwiślański Zakład Transportu Kolejowego

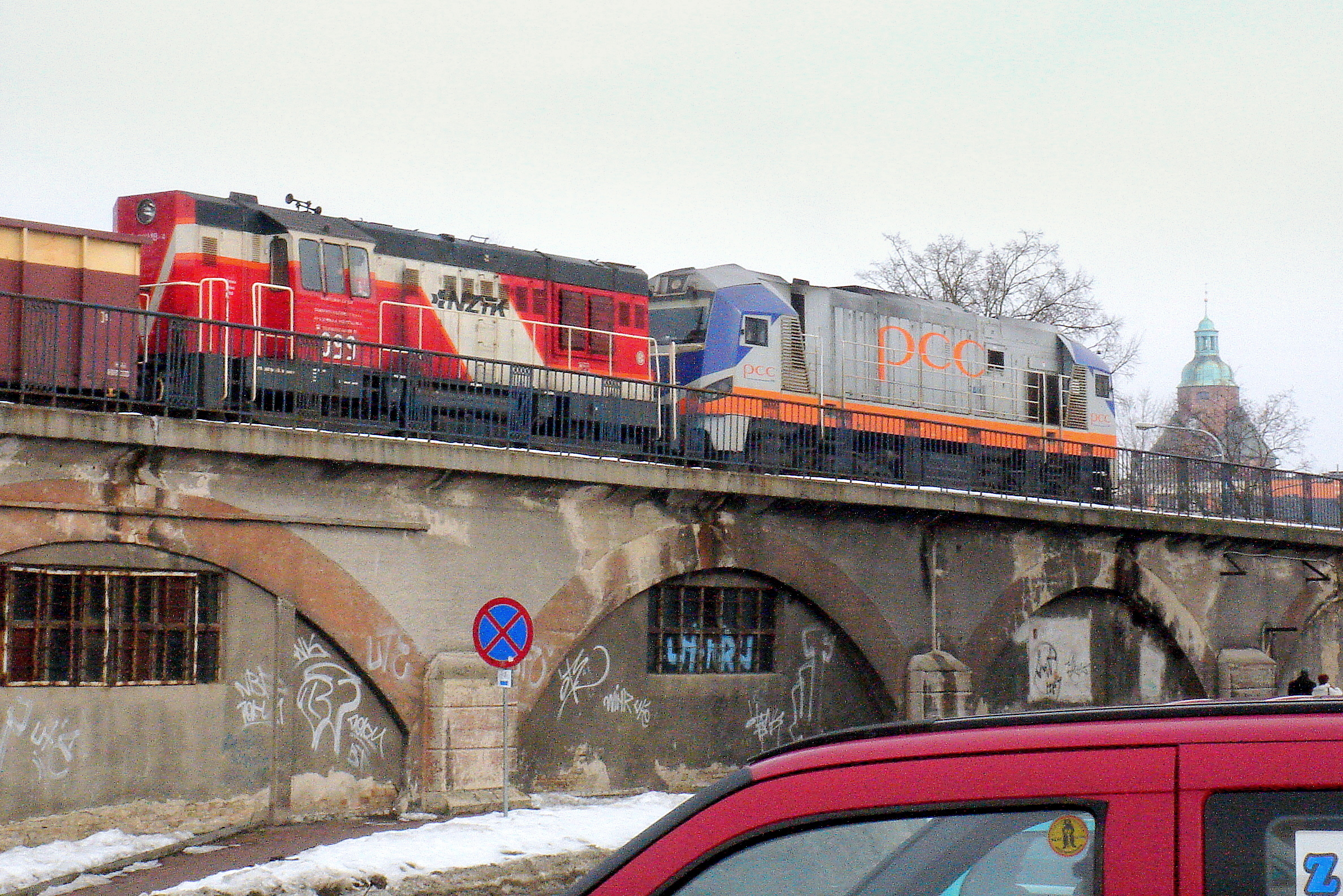
Lokomotywa spalinowa T448p w malowaniu NZTK (Gorzów Wlkp.- 2010)

Nadwiślański Zakład Transportu Kolejowego Sp. z o.o. (NZTK) – polski przewoźnik kolejowy. Firma działała w latach 1995–2011.

## Historia
NZTK powstał w 1995 roku z połączenia oddziałów kolejowych kopalń węgla kamiennego: KWK Brzeszcze, KWK Czeczott, KWK Silesia, KWK Ziemowit i KWK Siersza. Pierwotnie przedsiębiorstwo nosiło nazwę  Nadwiślański Zakład Górniczego Transportu Kolejowego Sp. z o.o. (NZGTK), miało siedzibę w Bieruniu i było własnością Nadwiślańskiej Spółki Węglowej S.A. W 2003 roku stało się współwłasnością PTKiGK Rybnik i PTKiGK Zabrze. Siedzibę firmy przeniesiono z Bierunia do Woli. W tym samym roku zmieniono nazwę spółki na Nadwiślański Zakład Transportu Kolejowego Sp. z o.o. (NZTK).
W 2011 roku w związku z konsolidacją kilkunastu spółek kolejowych na Górnym Śląsku w jedną firmę przedsiębiorstwo zostało zlikwidowane jako samodzielny podmiot gospodarczy stając się oddziałem DB Schenker Rail Polska z siedzibą w Woli.

## Charakterystyka
Działalność spółki polegała na: wykonywaniu licencjonowanych przewozów kolejowych rzeczy, kompleksowej obsłudze transportowej bocznic kolejowych, udostępnianiu pojazdów kolejowych, bieżącym utrzymaniu infrastruktury kolejowej, bieżącym utrzymaniu lokomotyw i wagonów, wykonywaniu przeglądów okresowych, doradztwie w sprawach organizacji i obsługi ruchu kolejowego.
Firma dysponowała 37 lokomotywami spalinowymi różnych typów, 376 wagonami samowyładowczymi oraz specjalistycznymi maszynami i urządzeniami do robót torowych. Ponadto przedsiębiorstwo posiadało własne zaplecze techniczno remontowe.